# Siliqua rostrata
Siliqua rostrata is een tweekleppigensoort uit de familie van de Pharidae. De wetenschappelijke naam van de soort is voor het eerst geldig gepubliceerd in 1862 door Dunker.